# Elis Erlandsson (bankman)
Olof Elis Erlandsson, född den 29 november 1872 i Skara, död den 14 oktober 1951 i Uppsala, var en svensk bankman och personhistoriker. Han var son till Olof Erlandsson. 
Erlandsson avlade mogenhetsexamen 1891. Han inträdde i Skaraborgs läns enskilda banks tjänst samma år, blev bokhållare vid avdelningskontoret i Skara 1893, sifferrevisor 1897, kamrerare vid kontoret i Vara 1901 och anställd vid kontoret i Skövde 1917. Åren 1906–1917 var Erlandsson ledamot av kommunalnämnden i Vara varjämte han innehade flera andra allmänna uppdrag. Han var utgivare av matrikeln Skara högre allm. läroverks lärjungar. Erlandsson blev riddare av Vasaorden 1942. Han vilar på Uppsala gamla kyrkogård.